# Den långa resan (film)
Den långa resan (engelska: Fly Away Home) är en kanadensisk-amerikansk-nyzeeländsk dramafilm från 1996 i regi av Carroll Ballard. Filmen är baserad på Bill Lishmans bok Father Goose. Boken handlar om Lishmans upplevelser av att sedan 1986 träna kanadagäss till att följa hans ultralätta flygplan och på så vis lyckas leda deras migration genom projektet "Operation Migration" 1993. Filmen är också baserad på Dr William J.L. Sladens erfarenheter, en brittiskfödd zoolog och äventyrare, som hjälpte Lishman med migrationen. I huvudrollerna ses Anna Paquin, Jeff Daniels och Dana Delany.

## Handling
Efter att hennes mamma Aliane omkommit i en bilolycka hämtas 13-åriga Amy från Nya Zeeland till Ontario, Kanada av sin pappa Thomas Alden, som hon tappat kontakten med. Han är skulptör och uppfinnare, och Amy får bo hos honom och hans sambo Susan.
När en byggfirma förstör ett litet vildmarksområde nära deras hem hittar Amy ett övergivet fågelbo med 16 gåsägg. Hon tar med sig äggen hem och förvarar dem i en ladugård på tomten. När äggen kläcks får hon behålla dem, men hennes pappa söker hjälp kring hur de bäst ska ta hand om gässen. De får då veta att de måste klippa gässens vingar, så att de inte kan flyga, annars kommer de bli omhändertagna. 
Pappa och dotter bestämmer sig då för att försöka lära fåglarna att flyga och visa dem deras flyttvägar söderut med hjälp av ett litet flygplan. Målet är ett fågelreservat i North Carolina, USA men de har en begränsad tid på sig att lyckas leda gässen dit. De får samtidigt en möjlighet att börja reparera och bygga upp sin relation på nytt efter Amys föräldrars separation tio år tidigare. 

## Rollista i urval
- Jeff Daniels – Thomas Alden
- Anna Paquin – Amy Alden
- Dana Delany – Susan Barnes
- Terry Kinney – David Alden
- Holter Graham – Barry Stickland
- Jeremy Ratchford – Glen Seifert
- Deborah Verginella – Aliane Alden
- Michael J. Reynolds – general Hatfield
- David Hemblen – Dr. Killian
- Ken James – Developer
- Nora Ballard – Jackie
- Sarena Paton – Laura
- Chris Benson – farmare
- Gladys O'Connor – farmarkvinna